# Menhirs des Tabernaudes
Les menhirs des Tabernaudes sont situés à L'Île-d'Yeu, dans le département français de la Vendée.

## Description
Sur la base de notes manuscrites laissées par Léon Pervinquière, Marcel Baudouin émit l'hypothèse que l'allée couverte des Tabernaudes située à proximité était entourée de deux à trois cercles de menhirs dont le petit et le grand menhir des Tabernaudes en seraient les seuls vestiges. En l'état actuel des connaissances, rien ne permet d'étayer cette idée.

### Petit menhir
C'est un petit bloc triangulaire orienté nord-est/sud-ouest. Il mesure 0,95 m de hauteur pour une largeur de 1,30 m à la base, et 0,15 m au sommet, et une épaisseur de 0,40 m. La surface nord du menhir est plane. Baudouin le fouilla en 1910 et découvrit des blocs de calage plantés verticalement au pied de la face sud-ouest. Le menhir est enfoncé de 0,15 m dans le sol.

### Grand menhir
Il mesure 1,20 m de hauteur pour une largeur de 1,35 m et une épaisseur de 0,70 m. Il est orienté nord-ouest/sud-est. La face sud-est est plane. Baudouin le fouilla en 1907 et découvrit quatre blocs de calage plantés verticalement au pied de la face nord-ouest. Le menhir est enfoncé de 0,30 m dans le sol.
Au pied de la face nord-ouest, Baudouin découvrit un amas coquillier de 1 m de longueur sur 1,60 m au plus large, d'une épaisseur de 0,25 m à 0,30 m. L'amas était principalement constitué de coquilles de patelles mais aussi d'ossements animaliers (poissons, bœuf, chèvre et sanglier), d'éclats de silex, de galets marins et de nombreux tessons de céramique dont certains décorés d'incisions ou d'empreintes de doigts ou d'ongles. Cet ensemble de céramiques assez homogène pourrait être rattaché au Bronze ancien ou au début du Bronze moyen.

### Groupe de menhirs des Tabernaudes
Il est composé de trois blocs de pierre verticaux en position verticale et d'un bloc renversé. L'ensemble a été fouillé et restauré par Baudouin en 1907.
| Bloc                                                                | Forme          | Hauteur / largeur / épaisseur     | Caractéristiques                                 |
| ------------------------------------------------------------------- | -------------- | --------------------------------- | ------------------------------------------------ |
| no 1                                                                | triangulaire   | 0,82 m / 1,82 m / 0,30 m à 0,40 m | - face nord-ouest plane - orientation nord-ouest |
| no 2                                                                | quadrangulaire | 0,55 m / 0,39 m / 0,35 m          | - faces régulières                               |
| no 3                                                                | quadrangulaire | 0,55 m / 0,45 m / 0,30 m          | - faces régulières                               |
| no 4                                                                |                | 0,60 m / 0,40 m / 0,30 m          |                                                  |
| Source : Aux origines d'une île...Dolmens et menhirs de l'Île d'Yeu |                |                                   |                                                  |